# Cyananthus microphyllus
Cyananthus microphyllus är en klockväxtart som beskrevs av Michael Pakenham Edgeworth. Cyananthus microphyllus ingår i släktet Cyananthus, och familjen klockväxter.

## Underarter
Arten delas in i följande underarter:
- C. m. microphyllus
- C. m. williamsonii